# Cassano all'Ionio
Pour les articles homonymes, voir Cassano.
Cassano all'Ionio (aussi appelé Cassano allo Ionio et localement Cassano all'Jonio) est une commune de la province de Cosenza, dans la région de Calabre, en Italie. Elle est connue pour héberger les ruines de la cité antique de Sybaris.

## Administration
| Période                                  | Période  | Identité             | Étiquette     | Qualité |
| ---------------------------------------- | -------- | -------------------- | ------------- | ------- |
| 13 juin 2004                             | En cours | Gianluca Dante Gallo | Centro-Destra |         |
| Les données manquantes sont à compléter. |          |                      |               |         |

### Hameaux
Sibari, Doria, Lauropoli

### Communes limitrophes
Castrovillari, Cerchiara di Calabria, Civita, Corigliano Calabro, Francavilla Marittima, Frascineto, Spezzano Albanese, Villapiana

## Personnalités nées à Cassano all'Ionio
- Frank Costello
- Linda Lanzillotta